# エスター・モリス
エスター・ホバート・モリス（英:Esther Hobart Morris、1814年8月8日-1902年4月2日）は、アメリカ合衆国ニューヨーク州ティオガ郡生まれで、合衆国としては初めての女性の治安判事となって注目された。モリスは3人の息子の母として、1870年2月14日にワイオミング準州サウスパス・シティで判事になり、9か月足らずの任期を務めた。ワイオミング準州スウィートウォーター郡郡政委員会は、前任治安判事のR・S・バーが1869年12月の女性参政権修正条項をワイオミング準州議会が通したことに抗議して辞任した後を受け、モリスをその後任に指名した。
巷間に伝わる話や歴史的証言では、州政府や連邦政府の公的記念碑にも強調されて、モリスをワイオミングの女性参政権修正条項成立の指導者として指摘している。しかし、この法に関するモリスの指導者としての役割については議論が続いている。
サウスパス・シティの後のモリスの人生は地元や全国の女性組織に参加することだった。1873年にワイオミング準州議会議員の候補者としてワイオミング女性党の推薦を1度は受けたが最終的に断った。1876年には全米女性参政権協会の副会長を務めた。
エスター・モリスは1902年4月2日にワイオミング州シャイアンで死んだ。

## 経歴
モリスは1814年8月8日にニューヨーク州ティオガ郡生まれ、生まれた時の名前はエスター・ホバート・マキッグだった。幼いときに孤児となり、裁縫師の徒弟に入り、祖父母の家から「帽子を作り、女性用商品を売り買いする」婦人用帽子類事業を始めて成功した。さらに奴隷制度廃止を支持する教会を破壊すると脅した奴隷制支持者に対抗する出来事のときに、若い女性として奴隷制度に反対する扇動を行った。モリスはその婦人用帽子類事業を始めてから8年経ったときの1841年に土木技師のアートマス・スラックと結婚した。3年後、モリスの30回目の誕生日直前に夫が死んだ。その後彼女の故人となった夫が資産を獲得していたイリノイ州ペルーに移転した。しかし、女性は資産を所有、あるいは継承できなかったので、夫の資産に入植することには法律上の障害があった。その後地元の商人であるジョン・モリスと結婚した。1868年春、彼女の夫は、エスター・モリスの前夫との間にできた息子エドワード・アーチボルド・"アーチー"・スラックと共に、ゴールドラッシュに沸くワイオミング準州サウスパス・シティに移転し、酒場を開いた 。
1869年、モリスと18歳になった双子の息子達、ロバートとエドワードは、西部に向かって先に行った夫や息子と合流することになった。彼らは新しく完成したばかりの大陸横断鉄道で初めての列車の旅を行い、現在のワイオミング州ロックスプリングスから東に25マイル (40 km) のポイント・オブ・ロックスにある中間駅まで行った。そこからは駅馬車で北への旅を続けた。レッド砂漠やキルペッカー砂丘を越え、スウィートウォーター鉱山地区に向かう緩やかな山道を登った。
サウスパス・シティで駅馬車を降りた時、45歳のモリスの前に展がった乾燥し岩だらけの景色は、かって知ったイリノイ州やニューヨーク州の肥沃な景色とは驚くほどに違って見えた。標高7,500フィート (2,300 m) の新しい家は、大陸分水界に近い峡谷の入り口にある谷間でなんとか暮らしていくことを意味していた。モリス家の家族は、長男が購入していた縦横24フィート (7.3 m) と26フィート (7.9 m) の丸太小屋に芝土の屋根を掛けたものに入った。夏の間だけ流れる近くのウィロー・クリークと数少ない1本立ちの木がある疎らな下藪がサウスパス・シティの荒々しい地形を和らげていた。冬の気候は厳しかった。ある推計では当時のサウスパスの地域人口は4,000人までにも膨れ上がっており、冬の間キャンプを離れるか長い冬を極端な孤独と向かい合うかしていた。モリス家のように山に留まるものは氷点下の気温、激しい風、および6月までは融けない深い積雪と戦っていた。
歴史家のマイケル・A・マッシーに拠れば、ジョン・モリスとアーチーは到着直後からマウンテン・ジャック、グランド・ターク、ゴールデン・ステイトおよびネリー・モーガン鉱脈など鉱山の株式を購入していた。スタンフォード大学の研究に拠ると、当初ゴールドラッシュの中で見通しが良く、鉱山とサウスパス・シティの関連事業で1868年から1869年の間に2,000人の雇用を生んだ しかし、その後に破綻がきた。1870年までに鉱夫の大半がそこを離れ、460人ほどの住人が残るだけとなった。1875年には100名足らずしか残っていなかった。

## サウスパス・シティの判事
エスター・モリスは、1870年に地方裁判所判事ジョン・W・キングマンが彼女を治安判事に指名したとき、新しい家にやっと落ち着いたところだった。これにはいくらかの「催促」もあったが、モリスはその後にその職への申込書を完成させ、要求される500ドルの保証金を提出した。スウィートウォーター郡郡政委員会は1870年2月14日に2対1の投票でモリスの申込書を承認した。
その後、郡の事務官が初めての女性治安判事という歴史的出来事を報ずる発表を電報で打った。ワイオミング準州が1869年に女性参政権を認めたことで、モリスの前例の無い指名も可能になった。世界へ向けられた事務官の電報は次の通りだった（一部のみ）。
モリスの重要な指名は、前任治安判事のR・S・バーが1869年12月の女性参政権修正条項をワイオミング準州議会が通したことに抗議して辞任した後を受けたものだった。しかし、著作家のリン・チェイニーが「アメリカン・ヘリテージ」誌に載せた記事に拠れば、郡政委員会ははJ・W・スティルマン判事の残りの任期を埋めるためにモリスを指名したことになっている。
モリスは、裁判所の訴訟事件一覧表を手渡すことを拒んだスティルマンを逮捕することで、1870年にサウスパス・シティの判事としての任期を始めた。リン・チェイニーに拠れば、モリスは彼女自身が関係者である事件でスティルマンを逮捕する権限は無いと裁決して、その事件を片付けた。モリスは自分の丸太小屋のリビングにある木板の上に座って裁判所を維持し、自分の訴訟事件一覧表を新たに作成し始めた。チェイニーは次のように書いている。
モリスは裁判所ではその息子達の援助を求めた。アーチボルドを地方事務官、ロバートを臨時の事務官補に指名して、法廷記録を取らせ、逮捕令状を書かせた。不運にも夫のジョンの支援はそれほど前向きではなかった。ジョンは妻の判事指名に積極的に反対したので、エスターが彼を投獄させる場面もあったと伝えられている。
判事としてのモリスはその職に在った8か月を越える間に9件の刑法事件を含み27の事件を扱った。ワイオミング州記録保管所の記録に拠れば、どの判決も覆されることは無かったが、数件は控訴されたものの上級裁判所で原判決が維持される結果になった。モリスは1870年12月6日に任期が切れるまで治安判事の職を全うした。モリスは再選を求めたが、ワイオミング共和党からもワイオミング民主党からも候補推薦を得ることはできなかった。
モリスがその歴史的な判事の任期を終えたときに、息子のアーチボルドが編集員である「サウスパス・ニューズ」紙で好意的な評価を得たことは驚くに値しない。しかし史料を見ると、ワイオミングの他の新聞では大した扱いも無かったことを示している。シャイアンで発行された「ワイオミング・トリビューン」紙は、準州州務長官リーの「スウィートウォーター郡の住民は彼女を次の任期にも推薦し選出するだけの良識と判断を持たなかった」というコメントを載せた。

## ブームが去って
モリスは働く母として、鉱夫、賭博師、投機家、事業主、売春婦および飲んだくれの鉱山集落に関わる裁判所を維持した。山中の社会では男性数が4対1で女性の数を上回っていた。荒々しい選挙民を取り扱う法廷における課題は、「けんかっ早く、怠け者で、酒飲み」という評判だった夫のジョンによって悪化させられた。アメリカン・ヘリテージ誌に拠れば、モリスはその任期が終わったあとで、脅迫と暴行の廉で夫を逮捕させた。
その家族にとってトラブルが増えて行った。1871年の火事でアーチボルドが所有し運営していたサウスパス・シティの新聞社が焼け、アーチボルドとその妻のサラはワイオミング準州ララミーに移転するしかなかった。1871年から1872年の特に酷い冬の間ずっと閉じ込められていた後で、モリスを行動に駆り立てたのはおそらく閉所性発熱の症状だった。モリスは鉱山集落と夫の元を離れた。ララミーに行って、短期間息子のアーチボルドと暮らした。しかし、この元判事は落ち着かなかった。歴史家のマッシーに拠れば、モリスはまずニューヨーク州オールバニへ、続いてイリノイ州スプリングフィールドへ行って、冬を過ごすようになった。夏の間はワイオミングに戻り、息子達と過ごした。モリスの彷徨は1880年代に終わり、シャイアンに戻って息子のロバートと生活するようになった。
一方、モリスはサウスパス・シティで鞍を置き勝負なしになった住人の長い歴史では多くの者の一人に過ぎなかった。1880年代、1890年代および1930年代に短期間見つかったサウスパス・シティの金脈は何度もその運を求める鉱夫達を山に引き寄せた。しかし、最終的には不況が勝った。1940年代までにサウスパス・シティはゴーストタウンになっていった。

## 女性参政権法案での役割
サウスパス・シティの渓谷からエスター・ホバート・モリスを「女性参政権の母」として称賛する話が持ち上がった。その後モリスは、南北戦争の古参兵でサウスパス・シティの住人であるウィリアム・H・ブライトが書いたワイオミング準州の1869年の革新的法案の扇動者で共同執筆者として知られるようになった。しかし評論家はモリスを女性参政権指導者としてモリスを称賛する公式記録は間違っていると主張している。
女性参政権論者としてのモリスに関する報告は、ワイオミングの初代準州議会の選挙人と候補者のためにモリスが開いたといわれるサウスパス・シティでのティーパーティにまで遡る。巷間の証言では、ティーパーティを開いたモリスの目的は候補者達が女性参政権に味方するのを確実にすることだったとしている。しかし、このパーティは起こりそうにないことだった。それでもこの話はその出所が不明な細塵のように歴史の記録に浸透してきた。しかし当時の研究者はモリスの長男で後にシャイアンで新聞編集者となったアーチボルドを少なくともこの話の出所の1つとして指摘している。実のところ、アーチボルドが「でっち上げた」と言う者もいる.。他の研究では、モリスの友人であったメルビル・C・ブラウンに辿り着く。1889年にシャイアンで開催された憲法制定会議の議長を務めたブラウンは、モリスが議会に女性参政権法案を提出したと主張した。その後、モリスの長男アーチボルドは、「シャイアン・サン」紙でその母のことを「女性参政権の母」として扱い始めた。
ティーパーティの話は、H・G・ニッカーソンが居なければ静かに消えて行ったかもしれない。1868年に金山を発見して開山し、後に準州議会議員を務めたニッカーソンはワイオミング州ランダーの「ワイオミング・ステイト・ジャーナル」に手紙を書いた。ニッカーソンの手紙はパーティの50年後である1919年2月14日に掲載され、パーティのことと議員候補者としてニッカーソンが出席していたことを詳述した。ニッカーソンはモリスを持ち上げる言葉として、次のように書いていた。
ニッカーソンの話は、その友人でワイオミングの歴史家グレイス・レイモンド・ヒーバード（1861年-1936年）が1920年に『いかにして女性参政権がワイオミングに現れたか（1869年）』と題する小冊子に証言を掲載した後で、広範な卓越性を得た。この小冊子は広く配布されるようになり、国中の公立学校の生徒がモリスの女性参政権における功績を記念する話を読んだ。ヒーバードは長年この主張を宣伝し続け、モリスをワイオミングの女性参政権法案を扇動し共同執筆した者として世に広めた。
ワイオミングの女性参政権におけるモリスの役割に関する一般的証言は、支持者達がサウスパス・シティに女性参政論者のモリスに捧げる記念碑を建てた後に石の恒久不変性を得た。1960年、ワイオミング州はワシントンD.C.アメリカ合衆国議会議事堂の国立彫像ホール・コレクションにモリスの青銅像を寄贈することで、ワイオミングの女性参政権における重要な推進者としてモリスを称賛した。州役人は1963年にシャイアンの州議会議事堂前に高さ9フィート (2.7 m) のそのレプリカを据えた。その碑文では「女性参政権の母」としてモリスを称えている。さらにカウガールの殿堂は2006年にモリスを殿堂登録者の名前に連ねさせ、「影響力ある努力で1869年にワイオミング準州に女性が投票することを可能にした」とコメントし、女性参政権の道を切り開いたワイオミングの判事の逸話を続けている。

## 鉱山町の後の人生
1869年にワイオミング準州が女性参政権を法制化したことで、その成立に関する歴史的誤りにも拘らず、人権についての大きな波を及ぼして行った。さらに、1870年2月14日にサウスパス地区における治安判事として準州がモリスを指名したことは、近代世界で初めての司法職に就いた女性を誕生させ、その歩みを加速させた。
モリスが女性のための運動に関わったことはサウスパス・シティの金山を離れた後もその人生の所々で続いた。
- 1872年2月、サンフランシスコで開催されたアメリカ女性参政権協会の大会に出席
- 1873年8月、ワイオミング準州議会議員の候補者としてワイオミング女性党の推薦を1度は受けたが最終的に断った[6]
- 1876年、全米女性参政権協会の副会長に就任
- 1876年7月、フィラデルフィアで開催された全国女性参政権協会の大会で講演
- 1890年7月、ワシントン州昇格の祝賀でウォーレン知事に新しい州旗を寄贈
- 1895年、オハイオ州クリーブランドで開催された共和党全国大会に代議員として出席

この元判事は88歳の誕生日の4か月前にあたる1902年4月2日にワイオミング州シャイアンで死んだ。モリスは州都シャイアンのレイクビュー墓地に埋葬され、そこにはモリスの墓所であることを示す名前のみが石碑に記されている。